# Писарщина (Кременчуцький район)
Писа́рщина — село в Україні, у Кременчуцькому районі Полтавської області. Входить до складу Піщанської сільської громади. Населення становить 231 осіб. Колишній орган місцевого самоврядування — Майбородівська сільська рада.

## Географія
Село Писарщина знаходиться на берегах річки Сухий Омельник, вище за течією на відстані 2 км розташоване село Майбородівка, нижче за течією примикає село Пустовіти.

## Відомі люди
- Таранець Валентин Григорович — український філолог, доктор філологічних наук.